# Standby
Standby (eller Stand By) var ett svenskt hårdrocksband verksamt i början av 1980-talet med Carola Häggkvist, sång, Anders Aldrin, gitarr och sång, Pontus Holmgren, gitarr, Benny Andersson, bas och Johan Norgren, trummor. 
Bandet bildades kring 1977. De repade i början på ett daghem i Mälarhöjden. Inspelningarna med Carola som sångerska gjordes under 1981–1983 och LP:n Standby with Carola Häggkvist gavs ut av Rosa Honung 1983. Senare samma år, efter att Carola lämnat bandet för sin solokarriär, släpptes singeln Boys And Girls/Firescape, med gitarristen Aldrin på sång. Bandet deltar också med fem spår på samlingsalbumet Vågrätt samliv, och med tre låtar på samlingen Pärlor, båda utgivna av Rosa Honung. Skivbolaget återutgav LP:n 1998, nu i CD-format med nytt omslag och titeln Carola – Standby.
Pontus Holmgren var under 90-talet sångare och frontperson i Pontus & Amerikanerna. Johan Norgren har senare spelat med akter som Ace of Base, Lena Philipsson och Legacy of Sound. Han är bror till gitarristen Pontus Norgren i Hammerfall, tidigare bland annat i The Poodles. 

## Medlemmar
- Carola Häggkvist – sång
- Anders Aldrin – gitarr och sång
- Pontus Holmgren – gitarr
- Benny Andersson – bas
- Johan Norgren – trummor

## Diskografi
- Vågrätt Samliv (samlingsalbum med flera grupper) – 1981
- Standby with Carola Häggkvist (album) – 1983
- Boys And Girls/Firescape (singel) – 1983
- Carola – Standby (CD-album) – 1998